# قارضي (إسفراين)
قارضي (بالفارسية: قارضی) هي قرية تقع في قسم صفي آباد الريفي (مقاطعة إسفراين) في إيران. يقدر عدد سكانها بـ 203 نسمة بحسب إحصاء 2016.